# 三浦風雅
三浦 風雅（みうら ふうが、1996年7月11日-）は、日本のシンガーソングライター。神奈川県海老名市出身。身長は175cm。所属レーベルはポニーキャニオン。公式ファンクラブは「F-LAND NEO」。

## 概要
自身の通学した神奈川県立大和南高等学校卒業式後、仲間と思い出作りに歌ったRakeの「100万回の「I love you」」がSNSで拡散され、この動画をきっかけに音楽活動を開始。
大学に通いながらEXPG STUDIOに通い、横浜校の特待生となった。2年で大学中退後、3年3ヶ月通ったEXPG STUDIOも退学、路上ライブを中心としたソロ活動を開始した。
2018年1月28日、初のワンマンライブ完売、2018年7月16日横浜O-SITEにて開催された2ndワンマンライブも前売り当日共完売した。
2019年1月12日に予定されていた3rdワンマンライブが開催日の約3週間前に中止となり、その後約半年間、音楽活動を休止した。休止期間中、ファンがSNSで路上ライブ動画の拡散を続けたことにより本人活動休止状態のまま、三浦の名前が広まって行く現象が起こった。
音楽活動再開後、リベンジとなった2019年6月1日3rdワンマンライブの成功を皮切りに、ライブツアー「Make a Story」では3都市1250人動員するなど確実にファンを増やした。
2020年、SMEJ主催のオーディション「ONE in a Billion」で、参加者約4000人の中からグランプリを獲得。
2021年6月にはフジテレビ系列月9ドラマ『ナイト・ドクター』のオリジナルナンバーを歌う新世代シンガー5名中の1人に抜擢、7月19日、ポニーキャニオンより月9ドラマ曲「Start」を1stデジタルシングルとしてメジャー・デビュー。
2022年1月12日にリリースしたデジタルシングル「CANVAS」はフジテレビ系列『奇跡体験!アンビリバボー』のエンディングテーマ曲に選出された。7月13日に、メジャー1st アルバム『君が君でいられるように』を発売。アルバムと同名の表題曲は、Rakeの書き下ろし楽曲となっている。予約限定F盤に収録された『君と僕の「I love you」』はRakeとのコラボ歌唱曲で、夢の共演が実現したことに関して、「Rakeさんとのコラボ曲、レコーディング当日は夢のような時間でした。夢は諦めなければ必ず叶う。音楽をやめないでよかったと改めて思えました！ご本人の歌声に背中を押されて包まれてたように、僕もこの楽曲を通して沢山の方の心を包み込めたらと思います」と発言。8月から、前出のアルバムを引っ提げ、約2年半ぶりとなる全国ツアー『MIURA FUGA LIVE TOUR 2022〜僕が僕でいられるように〜』開催を発表。横浜、福岡、北海道、大阪、名古屋、ツアーファイナルは東京、EX THEATER ROPPONGIで開催。9月17日、前出のアルバムと同名の表題曲が、同年公開の映画『海岸通りのネコミミ探偵』の主題歌に決定したと発表された。

## ディスコグラフィー

### シングル
| 発売日         | タイトル      | カップリング曲 |
| -------------- | ------------- | -------------- |
| 2019年7月7日   | STARTING OVER | Lock-on!!      |
| 2019年10月30日 | Make a Story  | LOVESONG       |

### 配信限定シングル
| 発売日         | タイトル                 | レーベル             |
| -------------- | ------------------------ | -------------------- |
| 2020年3月18日  | NEVER GONNA LET YOU DOWN | (自主レーベル)       |
| 2020年12月1日  | Lovin'U / Travelers      | (自主レーベル)       |
| 2021年4月7日   | サクラノキノシタデ       | (自主レーベル)       |
| 2021年6月1日   | 誓い。                   | (自主レーベル)       |
| 2021年7月19日  | Start                    | ポニーキャニオン     |
| 2021年12月15日 | 世界中にメリークリスマス | ポニーキャニオン     |
| 2022年1月12日  | CANVAS                   | ポニーキャニオン     |
| 2022年2月23日  | 未来話                   | ポニーキャニオン     |
| 2022年6月8日   | Call my name             | ポニーキャニオン     |
| 2022年12月28日 | Steady                   | MAKE F ENTERTAINMENT |
| 2023年2月1日   | Image                    | MAKE F ENTERTAINMENT |
| 2023年6月14日  | It's over                | MAKE F ENTERTAINMENT |
| 2023年6月21日  | Won’t leave you          | MAKE F ENTERTAINMENT |
| 2023年6月28日  | Story                    | MAKE F ENTERTAINMENT |

### アルバム
|          | 発売日        | タイトル               | 規格品番   | 収録曲 | 備考 |
| -------- | ------------- | ---------------------- | ---------- | ------ | ---- |
| 1st mini | 2021年3月24日 | STAY TOGETHER          |            | 全6曲  |      |
| 1st      | 2022年7月13日 | 君が君でいられるように | PCCA-06132 | 全10曲 |      |